# ميخائيل كينغ (كاتب)
ميخائيل كينغ (بالإنجليزية: Michael King)‏ هو مؤرخ وصحفي وكاتب نيوزلندي، ولد في 15 ديسمبر 1945 في ويلينغتون في نيوزيلندا، وتوفي في 30 مارس 2004 في Maramarua ‏ في نيوزيلندا بسبب حادث مرور.